# Phoebe Foster

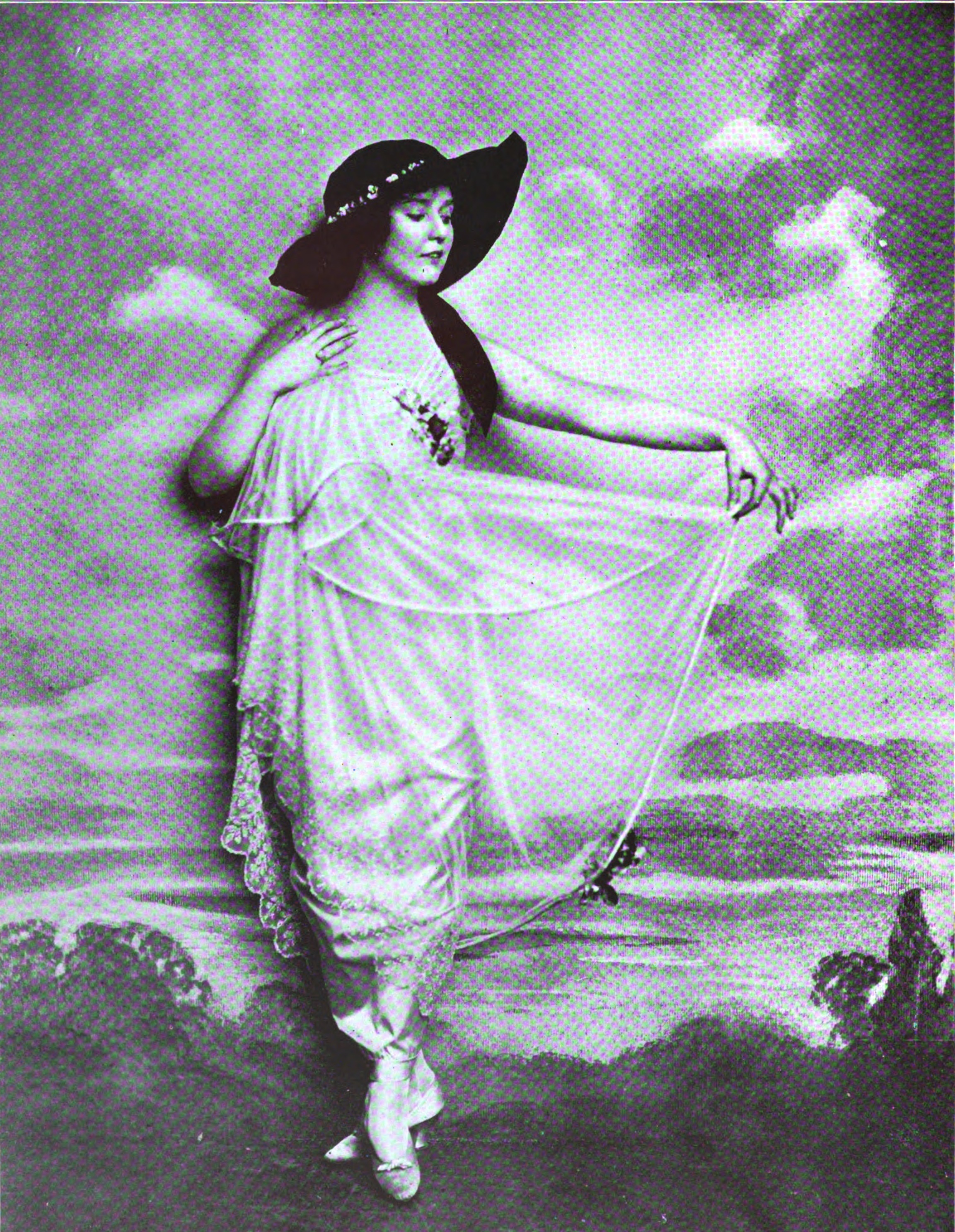
Phoebe Foster

Phoebe Foster es una actriz británica nacida en 1896 en Center Harbor, (Nuevo Hampshire, Nueva Inglaterra) y fallecida en 1975.

## Filmografía
- 1919 - An Honorable Cad de George Terwilliger.
- 1931 - Honor mancillado (Tarnished Lady) de George Cukor.
- 1931 - El ángel de la noche (Night Angel) de Edmund Goulding.
- 1933 - Nuestros superiores (Our Betters) de George Cukor.
- 1933 - Cena a las ocho (Dinner at Eight) de George Cukor.
- 1935 - Ana Karenina (Anna Karenina) de Clarence Brown.
- 1935 - O'shaughnessy's Boy de Richard Boleslawski.
- 1936 - The Gorgeous Hussy de Clarence Brown.
- 1936 - El ángel blanco (The White Angel) de William Dieterle.